# Illuminations (Buffy Sainte-Marie)
Illuminations è un album di Buffy Sainte-Marie, pubblicato dalla Vanguard Records nel dicembre del 1969. 

## Tracce
Brani composti da Buffy Sainte-Marie, eccetto dove indicato
Lato A
1. God Is Alive, Magic Is Afoot – 4:40 (Leonard Cohen (testo), Buffy Sainte-Marie (musica))
2. Mary – 1:26
3. Better to Find Out for Yourself – 2:12
4. The Vampire – 2:05
5. Adam – 4:50 (Richie Havens)
6. The Dream Tree – 2:35

Lato B
1. Suffer the Little Children – 3:15
2. The Angel – 3:30 (Ed Freeman)
3. With You, Honey – 1:45
4. Guess Who I Saw in Paris – 2:25
5. He's a Keeper of the Fire – 3:20
6. Poppies – 3:10

## Musicisti
- Buffy Sainte-Marie - chitarra, voce
- Buffy Sainte-Marie - voce alterata da sintetizzatore Buchla (brano: Better to Find Out for Yourself)
- Peter Schickele - arrangiamenti (brani: Mary, Adam e The Angel)
- Bob Bozina - chitarra solista (brani: The Dream Tree, With You, Honey, Guess Who I Saw in Paris e He's a Keeper of the Fire)
- Rick Oxendine - basso (brani: With You, Honey, Guess Who I Saw in Paris e He's a Keeper of the Fire)
- John Craviotto - batteria (brani: With You, Honey, Guess Who I Saw in Paris e He's a Keeper of the Fire)[1][3]